# Schnell Márton
Schnell Márton, Martin Schnell (Brassó, 1773. – 1845. május 5.) ágostai evangélikus lelkész.

## Élete
A brassói gimnáziumban dicséretes előmenetelt tett a filológiából, melyet 1792. októbertől harmadfél évig a jenai egyetemen folytatott. Visszatérve Brassóba, ott 1796-tól 1807-ig gimnáziumi tanár volt és 1807-ben öt hónapig a városi templomban prédikátor; ekkor szabadsággal tudományos célból Bécsbe utazott és a császári és királyi udvari könyvtárt használta. 1808. novemberben a brassói blumenaui templom lelkészének alkalmazták; azonban ellenkezések miatt 1811. május 20-án kénytelen volt állását önként elhagyni. Néhány évig Bukarestben élt mint nyelvmester. 1815-ben erdélyi ügyvéd szándékozott lenni; ezért a marosvásárhelyi királyi táblánál a kellő ügyvédi tanfolyamot végezte és 1817-ben mint ügyvéd tért vissza Brassóba. Miután célját ezzel sem érte el, 1820. augusztusban beállott a 2. székely határőrezredbe katonai határőrségi prokurátornak; 1827. augusztus 27-én ezen állásáról is lemondott és 1828. július 21-én Bécsben a szent István-templomban áttért a római katolikus vallásra. Többféle politikai hivatalt keresett, de tekintve magas korát, eredménytelenül. Hosszas betegeskedés után 1845. május 5-én meghalt.

## Munkái
- Abschiedsworte an die Mitglieder der Blumenauer Gemeinde zu Kronstadt. Gedruckt zum Besten der Schule dieses Kirchspiels. Pressburg, 1811.
- Die Nationen Siebenbürgens nach ihrem Herkommen und Charakter... in treuen Abbildungen nach ihrer Nationaltracht und Originalzeichnungen dargestellt. Kronstadt, 1842.
- Die Sachsen in Siebenbürgen nach ihrem Herkommen und Charakter kurz beschrieben. U. ott, 1844. (Előbbeni munkának 2. füzete az erdélyi honismertető társulattól 50 frttal jutalmazva. Ism. Társalkodó 1845. 72., 73. sz.)

### Kéziratban
- Geschichte der römischen Republik nach Erbanung der Stadt im 7. Jahrhundert, zum Theil aus dem Lateinischen des Sallustius übersetzt, zum Theil nach den andern Klassikern frei bearbeitet, mit Anmerkungen und Einigen Abhandlungen begleitet. (Az I. kötet censurai példány: Bécsben 1814. jún. 16. Sartori censor által imprimálva).